# بدنیوس
بدنیوس (به چکی: Bdeněves) یک منطقهٔ مسکونی در جمهوری چک است که در ناحیه پلزن-شمالی واقع شده‌است. بدنیوس ۴٫۷۷ کیلومتر مربع مساحت و ۶۴۸ نفر جمعیت دارد و ۳۲۷ متر بالاتر از سطح دریا واقع شده‌است.